# HMS Hollyhock (K64)
O HMS Hollyhock foi uma corveta operada pela Marinha Real Britânica e pertencente à Classe Flower. Sua construção começou em dezembro de 1939 nos estaleiros da John Crown & Sons e foi lançado ao mar em agosto de 1940, sendo comissionado na frota britânica em novembro do mesmo ano. Era armado com uma bateria principal de um canhão de 102 milímetros, tinha um deslocamento de 940 toneladas e conseguia alcançar uma velocidade máxima de dezesseis nós.
O Hollyhock começou sua carreira escoltando diversos comboios de suprimentos durante a Batalha do Atlântico, na Segunda Guerra Mundial. Foi transferido em novembro de 1941 a África Ocidental e continuou na escolta de comboios pela região até o início de janeiro de 1942, quando passou a operar a partir de Colombo, no Ceilão. O navio continuou exercendo suas funções de escolta até 9 de abril, quando foi afundado por ataques aéreos japoneses vindos do porta-aviões Sōryū.